# Лучшие в аду
«Лучшие в аду» — российский военный боевик 2022 года режиссёра Андрея Щербинина. Премьера в России состоялась 5 октября 2022 года на платформе ЯRUS. Среди создателей фильма также назван Евгений Пригожин.

## Сюжет
Подразделения «белых» выполняют штурмовую операцию по захвату зданий, их задача — занять наблюдательный пункт и навести штурмовую авиацию на цели в тылу противника. Им противостоят подразделения «жёлтых», которые окопались в этих зданиях и также готовы сражаться до конца. 
Национальная принадлежность «белых» и «жёлтых», год и место ведения боёв в фильме не указывается, однако в са́мом его начале сказано, что «белыми» являются ЧВК «Вагнер», а «жёлтыми» - противники, то есть, по всей видимости, бойцы Вооружённых Сил Украины.

## В ролях
| Актёр                 | Роль                                          |
| --------------------- | --------------------------------------------- |
| Алексей Кравченко     | Шёпот старший по направлению Белых            |
| Сергей Павлов         | Вескер                                        |
| Георгий Болонев       | Полигон                                       |
| Сергей Гарусов        | Леший                                         |
| Дмитрий Мурашев       | Буран Командир группы жёлтых                  |
| Георгий Маришин       | Ранг пулемётчик Жёлтых                        |
| Антон Багмет          | Ручей начальник артиллерии Жёлтых             |
| Владислав Дёмин       | Мрамор начальник штаба Белых                  |
| Михаил Богданов       | Шама Пулемётчик белых                         |
| Андрей Папанин        | Абрикос Командир артиллерийской батареи белых |
| Захар Черезов         | Саймон Командир резервной группы жёлтых       |
| Сергей Беспалов       | Локомотив командир танка Белых                |
| Игорь Найдёнов        | Подорожник                                    |
| Марсель Пелюша        | Заряд                                         |
| Саша Велес            | Зодиак командир гаубичной батареи Белых       |
| Александр Бессмертный | Шмель авианаводчик Белых                      |
| Руслан Кацагаджиев    | Колос                                         |
| Евгений Чмеренко      | Задор                                         |
| Антон Виноградов      | Палтус                                        |
| Дмитрий Подберезский  | Шумахер командир второго танка белых          |
| Виталий Хаджиев       | Вивальди Командир батареи АГС белых           |
| Пётр Харченко         | Комар Корректировщик артиллерии жёлтых        |
| Константин Гапонов    | Наука командир миномётной батареи Жёлтых      |
| Ян Ворозов            | Курс                                          |

## Реакция
«Российская газета»: изображён «тяжёлый боевой труд без прикрас, рефлексий и лирических отступлений. Друг другу в течение полутора часов насмерть противостоят равные, тактически подкованные, бескомпромиссные и вообще во многом похожие противники — с той важной поправкой, что у первых есть контракт с Родиной и Совестью, а вторые, к сожалению, заняли сторону врага. Реализм здесь, пожалуй, беспрецедентный: помимо всего прочего, „Лучших в аду“ нужно посмотреть хотя бы для того, чтобы понимать, сколько физических и умственных сверх-усилий, сколько пролитой крови и пота требует современный вооружённый конфликт — даже когда речь идёт о выполнении какой-нибудь рядовой локальной задачи».
Газета «Век»: «Редкий военный фильм может похвастаться достоверностью показываемых событий. Художественные допущения и авторский вымысел делают кино интересней для зрителя, но при этом менее реалистичным. „Лучшие в аду“ — приятное исключение, которое не только эффектно показывает все этапы настоящего боя, но и умудряется заложить в него крайне важные в наше время нетривиальные идеи».
Александр Губкин («Эхо Севера»): «Весь фильм — экранизация рядовой операции по зачистке нескольких зданий и выходу на единственную девятиэтажку в районе для наводки союзной авиации. Всё, ничего большего не ждите. Нет тут ни драмы, ни конфликта, ни пропаганды, ни идеологии (почти). В принципе, рекламе крутой спортивной тачки всё это и не нужно, а „Лучшие в аду“ сняты именно по принципу рекламы чего-то по-настоящему мужского и также не нуждаются ни в раскрытии персонажей, ни в предыстории, ни в сюжетной арке».
Игорь Талалаев («25-й кадр»): «Реалистичность такая, что во время титров вы даже не сможете вспомнить — а играла ли вообще музыка или же весь саундтрек состоит только из хриплых криков, скупых команд по рации и грохота взрывов? В общем, перед нами образцовый современный военный боевик, который „зайдёт“ ценителям жанра мужского кино. Драйва и стрельбы тут столько, что с лихвой хватит на десяток фильмов калибром поменьше».
На телеканале «Дождь» фильму дали положительную оценку, назвав его «грубоватым, но всё же антивоенным высказыванием». Так, Алексей Коростелёв отметил «что-то тарантиновское» в работе режиссёра, оценил роль Кравченко и подытожил: «В этой бойне не победит никто, кроме Смерти, и рассказал нам об этом один из главных «ястребов» российской власти, повар Путина... Евгений Пригожин».